# Mexichromis multituberculata
Mexichromis à papilles pourpres
Espèce
Synonymes
- Glossodoris multituberculata, Baba, 1953 (nom original)[2]

Le Mexichromis à papilles pourpres (Mexichromis multituberculata) est une espèce de Nudibranche de la famille Chromodorididae.

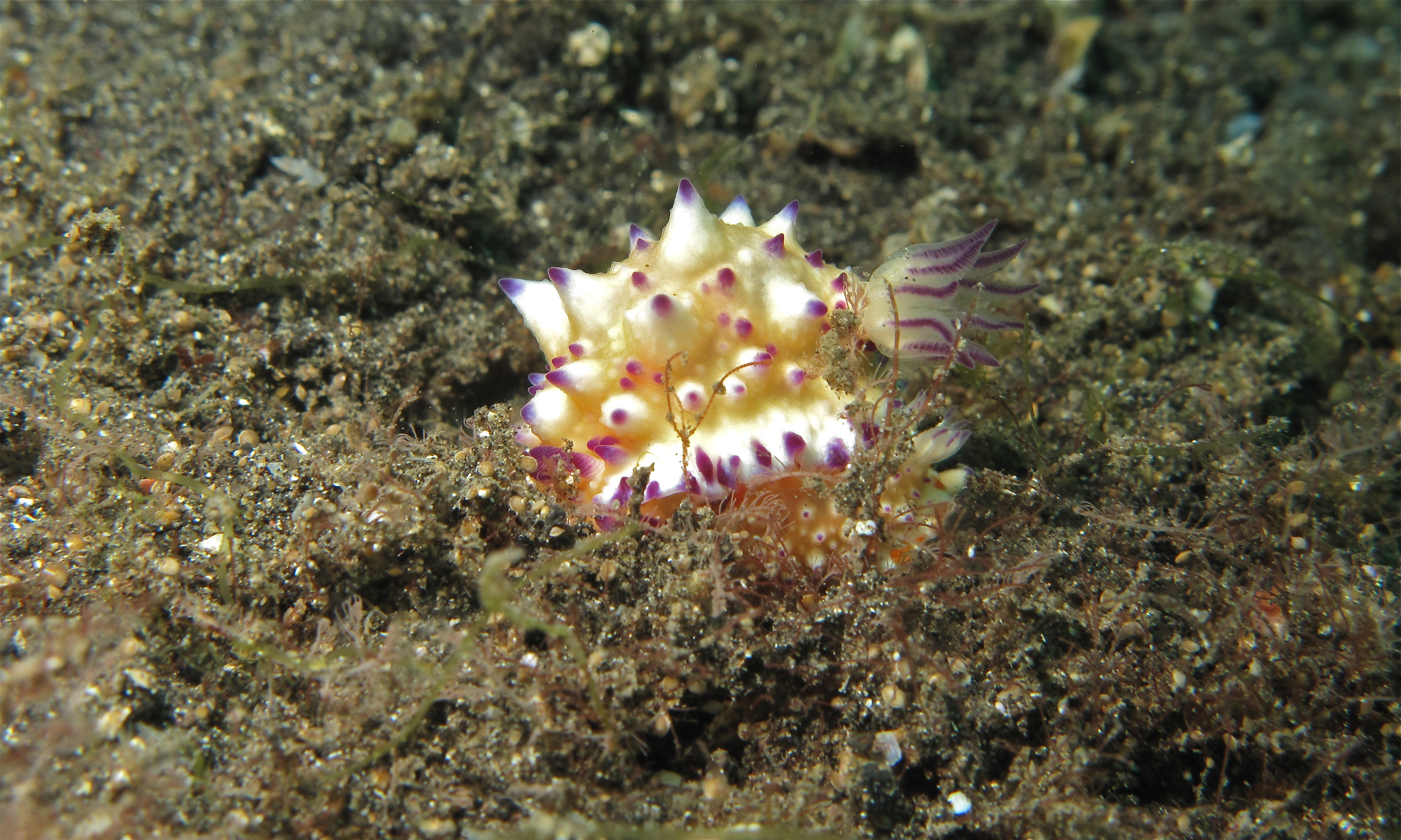
Mexichromis multituberculata (Sulawesi, Indonésie)

## Distribution
Cette espèce se rencontre dans la zone tropicale occidentale du Pacifique, de l'Indonésie au Japon. 

## Habitat
Son habitat correspond à la zone récifale sur les sommets ou les lagons en faible profondeur avec une prédilection pour les zones sablonneuses.

## Description
Cette espèce peut mesurer plus de 3 cm. 
Le corps est ovale  et trapu avec un fond généralement rose-crème à rose-beige avec une multitude d'excroissances pointues et de taille variable au sommet pourpre réparties sur tout le manteau.
Le bord du manteau peut être marqué ou non par une bande discontinue orangée ou par des points orangés.
Le pied a la même couleur que le manteau et est bordé de pourpre.
Les rhinophores sont lamellés et pourpres à rose. Quant au bouquet branchial, il est blanc translucide surligné de pourpre ou de rose. 

## Éthologie
Ce Mexichromis est benthique et diurne.

## Alimentation
Mexichromis multituberculata se nourrit principalement d'éponges.